# نجف عباس سيال
نجف عباس سيال هو سياسي باكستاني، ولد في 22 مايو 1959، وتوفي في 11 نوفمبر 2018 في جهنك في باكستان. نشط حزبياً في الرابطة الإسلامية الباكستانية. وقد انتخب Member of the Provincial Assembly of the Punjab ‏ (2002 – 2013) وانتخب عضو الدورة الرابعة عشر في الجمعية الوطنية في باكستان ‏ عن دائرة NA-91 (Jhang-III) ‏ وقد انضم خلال فترته النيابية ‏ (1 يونيو 2013 – ) للكتلة البرلمانية الرابطة الإسلامية الباكستانية وانتخب عضو الجمعية الوطنية في باكستان ‏.